# Toate zilele ce-au fost (Star Trek: Seria originală)
Toate zilele ce-au fost (All Our Yesterdays) este un episod din sezonul al III-lea al serialului original Star Trek. A avut premiera la 14 martie 1969.

## Prezentare
Kirk, Spock, și McCoy sunt prizonieri în trecut pe o planetă amenințată de o supernovă.

## Vezi și
- 1969 în științifico-fantastic